# Phytocoris tillandsiae
Phytocoris tillandsiae är en insektsart som beskrevs av Johnston 1935. Phytocoris tillandsiae ingår i släktet Phytocoris och familjen ängsskinnbaggar. Inga underarter finns listade i Catalogue of Life.